# 신상숙
신상숙(1962년 11월 17일 ~)은 대한민국의 성우이다. 1986년 KBS에 입사했으며, 현재는 KBS 20기이다. 한국방송 성우극회 소속이다.

## 출연 작품

### 애니메이션
- 개구리 왕눈이 (SBS) - 왕눈이 엄마
- 들장미 소녀 린 (SBS)
- 신비의 세계 엘하자드 (SBS)
- 요술천사 피치 (MBC) - 데이지
- 우리는 챔피언 (SBS) - 유난희

### 영화
- 그들만의 리그(KBS) - 엘렌 고틀란더(프레디 심슨/유지니아 맥린) / 도티의 딸(블레어르 바론)
- 나이트 플라이트 (SBS) - 스튜디어스(수지 플랙슨) / 항공 손님
- 동방불패 2 (KBS)
- 레이싱 스트라이프스 (SBS) - 프래니 (우피 골드버그)
- 매드 맥스 (SBS)
- 베토벤 (SBS) - 라이스 (니콜 톰)
- 브래스드 오프 (SBS)
- 비밀과 거짓말 (SBS)
- 아수라(SBS) - 법사의 제자(료 나루시마)
- 아버지와 어머니 그리고 형제자매들 (SBS) - 마르틴느(발레리 벤귀지)
- 애널라이즈 댓 (SBS) - 세론(캘리 손)
- 애스트로넛 (SBS)
- 유덕화의 도망자 (KBS)
- 위 워 솔저스 (SBS) - 알마(심비 칼리)
- 줄리아 로버츠의 사랑 게임 (SBS)
- 크러쉬 (SBS) - 직원(데보라 핸콕)
- 터미널 스피드 (SBS)
- 퍼펙트 스트레인저 (SBS) - 에일린(로빈 말콤)
- 퍼펙트 웨딩 (SBS) - 루비 (완다 사이크스)
- 퐁네프의 연인들 (SBS)
- LA 스토리 (SBS)

### 라디오
- 음악앨범(KBS 2FM)
- 교통캠페인(KBS 1FM)
- 라디오 여행기(걸어서 히말라야)(KBS 3FM)
- 연속낭독(시골에 사는 즐거움)(KBS 3FM)

### TV
- 여성 공감 (KBS1)
- 신율의 법률이야기 (국회방송)
- 100세 퀴즈쇼 (KBS1)
- 시간 여행 (KBS2)
- 기차타고 세계여행 (KBS2)
- 문화가 산책 (KBS1)
- 무엇이든 물어보세요 (KBS1)
- 스타와 이 밤을 (SBS)
- 기쁜 우리 토요일 - 가슴을 열어라 (SBS)
- 호기심 천국 (SBS)
- 결정 맛 대 맛 (SBS)
- oh happy day (MBC)
- 대학가 중계 (EBS)
- 영화이야기 (YTN)
- 세상발견 유레카 (KNN)
- 향기로운 삶 (불교방송)